# Morfologie (biologie)
Morfologia este un complex de discipline biologice care studiază forma exterioară și structura internă a organismelor animale și vegetale. De-a lungul timpului ca discipline morfologice s-au conturat anatomia (vegetală și animală, cu o ramură a sa anatomia umană), histologia și altele. De o importanță deosebită se bucură în cadrul științelor medicale morfopatologia, care studiază relațiile de cauzalitate dintre procesele patologice și alterarea formei, precum și dinamica acestora.